# Fábio Gurgel
Fábio Duca Gurgel do Amaral (Rio de Janeiro, 18 de janeiro de 1970) é um lutador e professor de jiu-jítsu brasileiro. Conheceu o jiu-jítsu brasileiro aos 13 anos de idade, como aluno do professor Romero "Jacaré" Cavalcanti e recebeu sua faixa-preta com dezenove anos, em 23 de outubro de 1989. Em 2020 conquistou o 7º DAN da faixa preta (faixa coral)) e é considerado um dos lutadores mais técnicos do jiu-jítsu, assim como outros grandes nomes.[carece de fontes?]

## Histórico de conquistas[1]
Fábio é um dos fundadores da Alliance, equipe 10 vezes campeã mundial. Também participou de vários eventos de Vale Tudo, obtendo grandes vitórias. Como professor treinou estrelas como Marcelo Garcia Magalhães, Fernando "Tererê" Augusto, Sadraque Santana, Tarsis Humphreys, Rubens "Cobrinha" Charles, Michael Langui, Leonardo Nogueira, Bernardo Faria, Bruno Malfacine, Antonio “Batista” Peinado, Gabriela Garcia, Luana Alzuguir,  entre outros.
O "general" como é assim chamado é considerado um dos maiores formadores de atletas e campeões de todos os tempos, tendo não apenas sido uma peça chave para que sua equipe a Alliance se tornasse competitivamente a equipe mais organizada e vitoriosa de todos os tempos, como formando atletas que hoje lideram equipes concorrentes. Na verdade, são poucas as equipes conhecidas hoje, que nunca tiveram nenhum laço com o trabalho realizado por ele.
Lutou no UFC 11, em 20 de setembro de 1996, sofrendo uma derrota para o adversário Jerry Bohlander. Após esta derrota, nunca mais voltou a lutar no UFC.
Também é autor do livro Manual Brazilian Jiu-jítsu, presidente da Liga Profissional de Jiu-Jitsu e possui uma academia própria em São Paulo.
- 4 vezes Campeão Mundial Adulto: 1996, 1997, 2000 e 2001
- 3 vezes Campeão Brasileiro: 1994, 1995 e 1996
- 3 vezes Campeão Brasileiro por Equipes: 1995, 1996 e 1999
- 3 vezes Campeão Carioca: 1994, 1995, 2000
- 5 vezes Campeão Mundial Master: 2002,2003,2005,2006,2007